# Kvarnnäva
Kvarnnäva (Geranium carolinianum) är en näveväxtart som beskrevs av Carl von Linné. Enligt Catalogue of Life ingår Kvarnnäva i släktet nävor och familjen näveväxter, men enligt Dyntaxa är tillhörigheten istället släktet nävor och familjen näveväxter. Arten förekommer tillfälligt i Sverige, men reproducerar sig inte. Inga underarter finns listade i Catalogue of Life.